# Cryptotis squamipes
Cryptotis squamipes es una especie de musaraña de la familia soricidae.

## Distribución geográfica
Se encuentra en Colombia y Ecuador.